# L'amica (film 1969)
L'amica è un film del 1969 diretto da Alberto Lattuada.

## Trama
Lisa, alto-borghese lombarda moglie di Paolo, disegnatore industriale, scopre che il marito la tradisce. Per ristabilire il proprio prestigio nell'ambiente, inventa di essere l'amante del giovane ingegnere Franco Raimondi, raccontando puntualmente i particolari - inventati - di questo adulterio immaginario ad un'amica, Carla, moglie del chirurgo estetico Guido, che è in realtà sia l'amante di Raimondi, sia del marito di Lisa. I racconti di quest'ultima, che Carla sa fantastici, la divertono, tanto da non resistere alla voglia di diffonderli, coprendo l'amica di ridicolo. Ferita, Lisa si vendica di Carla, facendo innamorare di sé uno dopo l'altro l'amante, il marito e il figlio di Carla per poi abbandonarli. Carla la affronta. Lisa le risponde che ha provato ad essere come lei ma che è stato uno sbaglio. Torna poi a casa dove si sofferma a guardare il marito mentre le affiorano alla memoria alcuni episodi delle sue avventure.